# Studio Kino

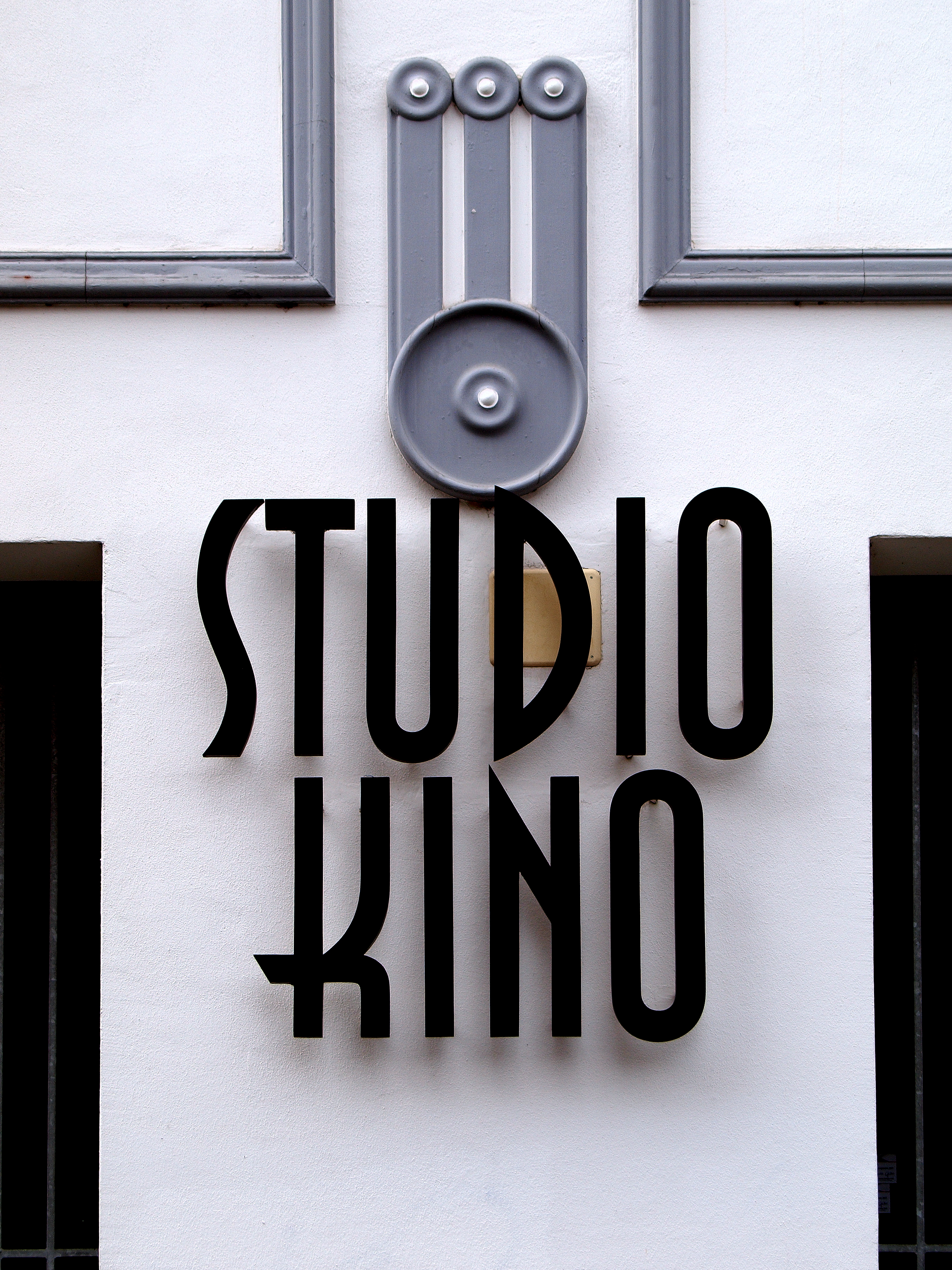
Studio Kino

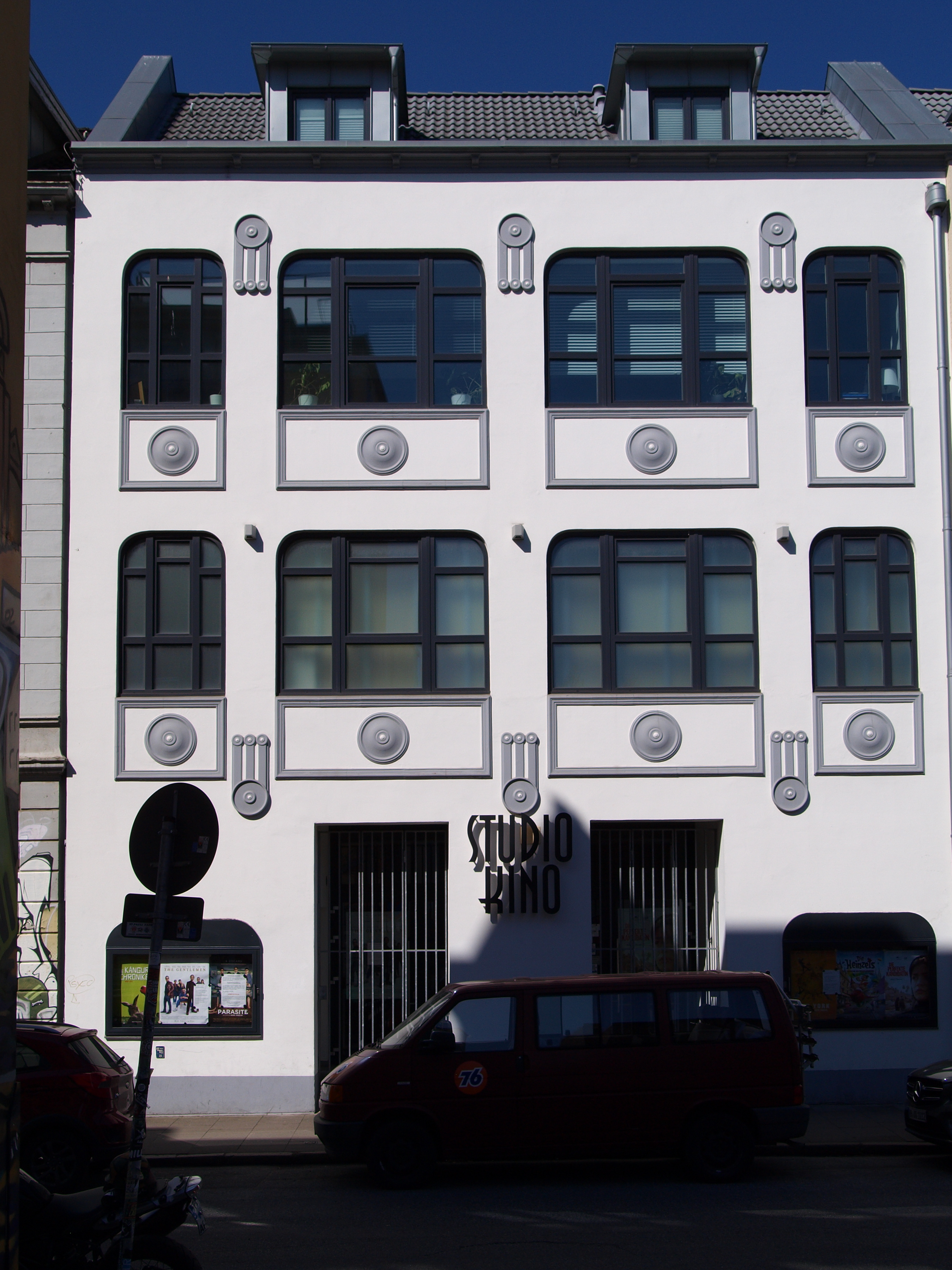
Studio Kino

Das Studio Kino ist ein Programmkino in der Bernstorffstraße 93–95 im Hamburger Stadtteil Altona-Altstadt. Der Kinobetrieb an dieser Stelle geht auf das Jahr 1929 zurück. Es wird vom Filmtheaterbetreiber Hans-Peter Jansen betrieben, der mit dem Elbe-Kino, Blankeneser Kino, Koralle-Kino in Hamburg, dem ASTRA Filmtheater Plön und dem Burg Filmtheater Fehmarn vor allem mit kleinen regionalen Kinos aktiv ist.
Das Studio Kino verfügt über zwei Vorführsäle mit zusammen 208 Sitzplätzen. Kino 1 hat 136 Plätze mit einer Bildwand (Leinwand) von 50 m² und Kino 2 hat 72 Plätze mit einer 15 m² Leinwand. Zur technischen Ausstattung gehören 3D-fähige Videoprojektoren und Dolby Digital 5.1 Tonsysteme.
Programmschwerpunkte sind Filme abseits des Mainstreams, aber auch Blockbuster in Originalsprache mit Untertiteln (OmU). Das Studio Kino ist Mitglied des Netzwerkes Europa Cinemas.

## Geschichte
Der erste Kinobetrieb in der Bernstorffstraße (bis 1949 Adolfstraße) geht auf das Jahr 1929 zurück, als das Kino Lichtburg in der Werkhalle der ehemaligen Spiegelfabrik eingerichtet und 1930 eröffnet wurde. Nach dem Zweiten Weltkrieg, den das Haus unbeschadet überstand, wurde es 1946 in Deutsche Lichtspiele, abgekürzt Deuli, umbenannt. Als Nachspielkino zeigte es Filme, die zuvor in den großen Häusern der Stadt liefen. 1956 wurde es mit einer Leinwand im Cinemascope-Format und einem Klangfilm Tonsystem ausgerüstet. Mit dem durch die allgemeine Verbreitung des Fernsehens sinkenden Zuschauerzahlen und dem folgenden Kinosterben musste das Deuli 1962 den Betrieb einstellen. In den folgenden Jahren stand das Gebäude leer.
Mit der Schließung des im Umkreis verbliebenen Spiegel Kinos war wieder ein Bedarf an einem Kino im Stadtteil vorhanden. Diese Lücke schloss die UFA 1989 mit der Eröffnung des Studio-Kinos in dem Gebäude in der Bernstorffstraße. Der Ernemann II Filmprojektor wurde durch einen Kinoton FP 20 mit Dolby SR ersetzt. Das als Arthouse-Programmkino geführte Lichtspielhaus hatte 300 Plätze und zeigte anspruchsvolle Produktionen. 1994 wurde das Haus um ein Atrium im Nachbarhaus erweitert, das für Aufführungen und Feste genutzt wurde. Mit der Insolvenz der UFA wurde der Spielbetrieb des Studio Kinos am 29. Dezember 2002 eingestellt.
Später übernahm die Vereinigte Kino Betriebe GmbH das Studio Kino, jedoch ohne das Atrium im Nachbarhaus und eröffnete es am 27. Dezember 2004 wieder als Programmkino. Das Haus verfügte jetzt über zwei Vorführsäle, einen großen Saal und einen kleinen für Erstaufführungen kleinerer Produktionen. Programmschwerpunkte wurden schwul-lesbische Filme, Autorenfilme, Filmnächte, Kurzfilme und Kinderwagenkino, bei dem Eltern ihre Kinder im Kinderwagen in die Vorführung mitnehmen konnten. Am 19. Juni 2008 wurde das Kino geschlossen. Gebäude und Säle wurden renoviert. Die Vorführtechnik wurde auf Digitalprojektoren und 3D-Technik umgestellt und Ende Oktober 2011 von Hans-Peter Jansen wieder eröffnet.